# Marian Gîtlan
Vasile Marian Gîtlan (n. 21 ianuarie 1998, Câmpina, Prahova, România) este un sănier român.

## Carieră
În anul 2016 el a participat la Jocurile Olimpice de Tineret. La Lillehammer a obținut locul 4 la dublu cu Flavius Crăciun, fostul lui coleg de la grădiniță, și cu ștafetă mixtă a ocupat locul 6, alături de Mihaela-Carmen Manolescu, Andrei Turea și Flavius Crăciun. Anul următor, tandemul Marian Gîtlan/Flavius Crăciun a obținut locul 5 la Campionatul Mondial de Tineret (sub 23) de la Innsbruck-Igls. La Campionatul Mondial de Tineret din 2019 de la Winterberg cei doi au câștigat medalia de bronz.
La Campionatul Mondial din 2021 de la Königssee Marian Gîtlan a luat startul cu Darius Șerban. Sportivii au ocupat locul 23 în proba de sprint. Cu echipa României (Raluca Strămăturaru, Valentin Crețu, Marian Gîtlan, Darius Șerban) au obținut locul 9. La Jocurile Olimpice din 2022 de la Beijing Marian Gîtlan și Darius Șerban s-au clasat pe locul 14. În proba de ștafeta mixtă românii (Raluca Strămăturaru, Valentin Crețu, Marian Gîtlan, Darius Șerban) au obținut locul 9.

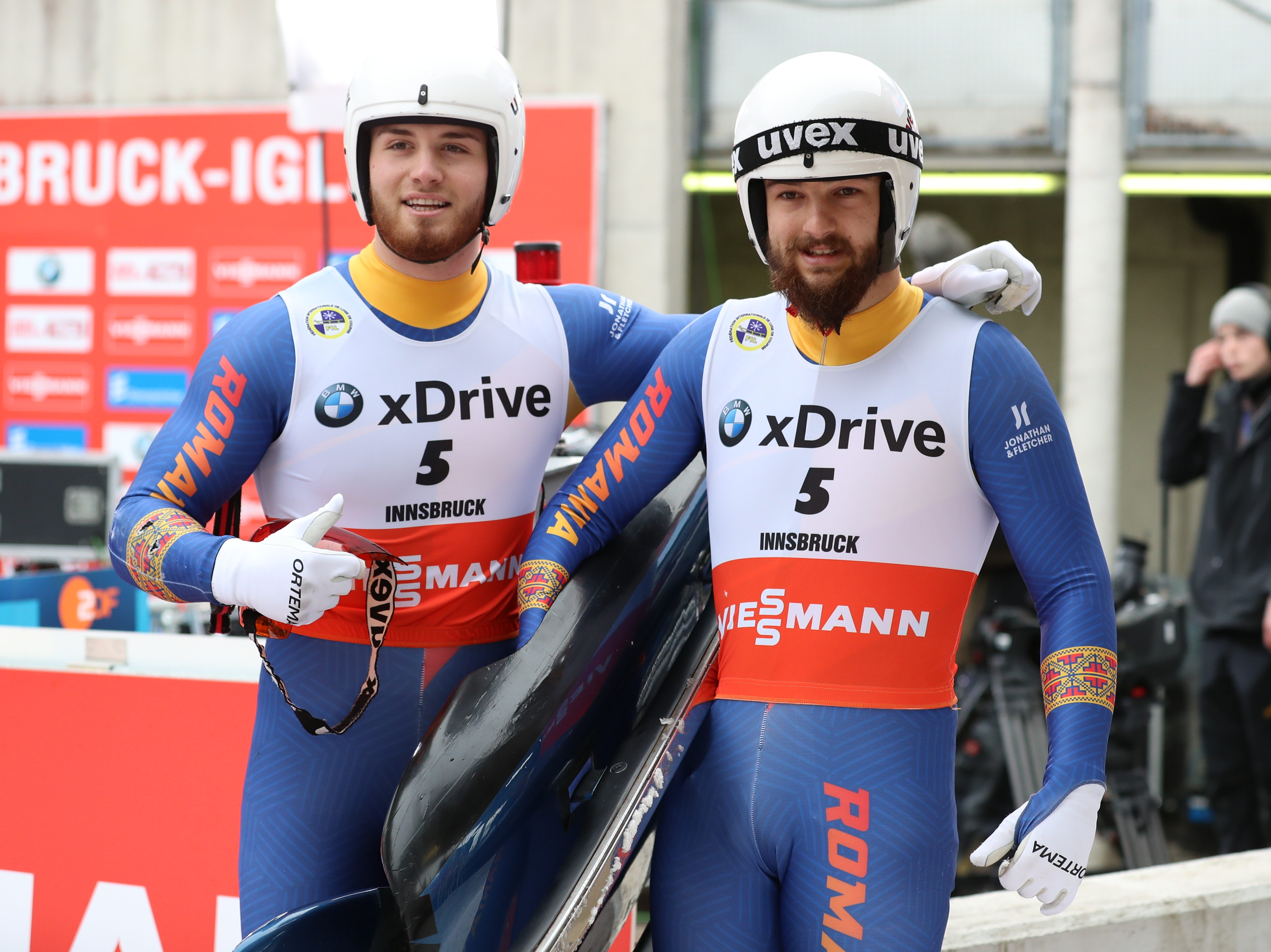
Cu Flavius Crăciun la Cupa Mondială din 2018
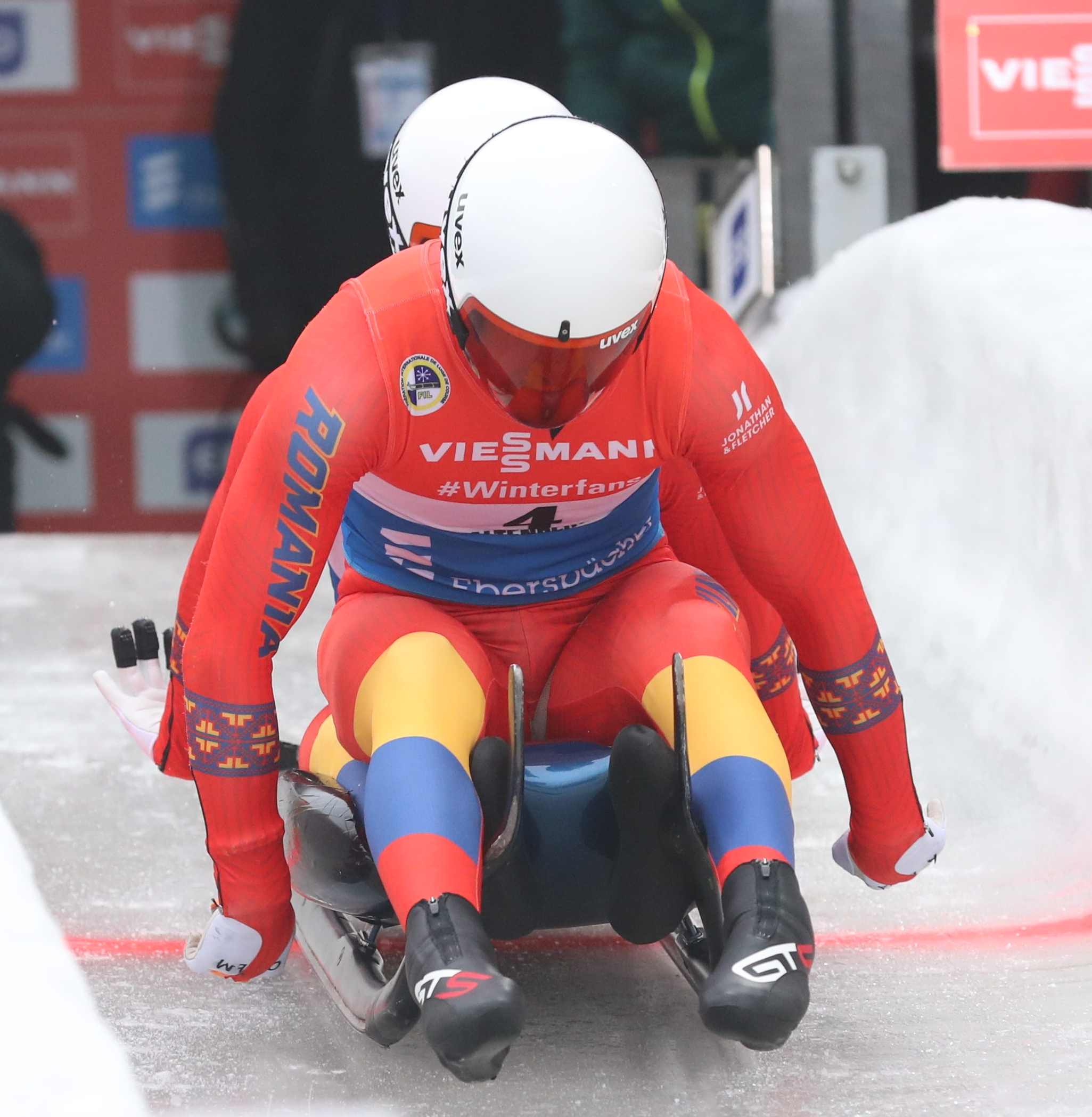
La Campionatul Mondial din 2019
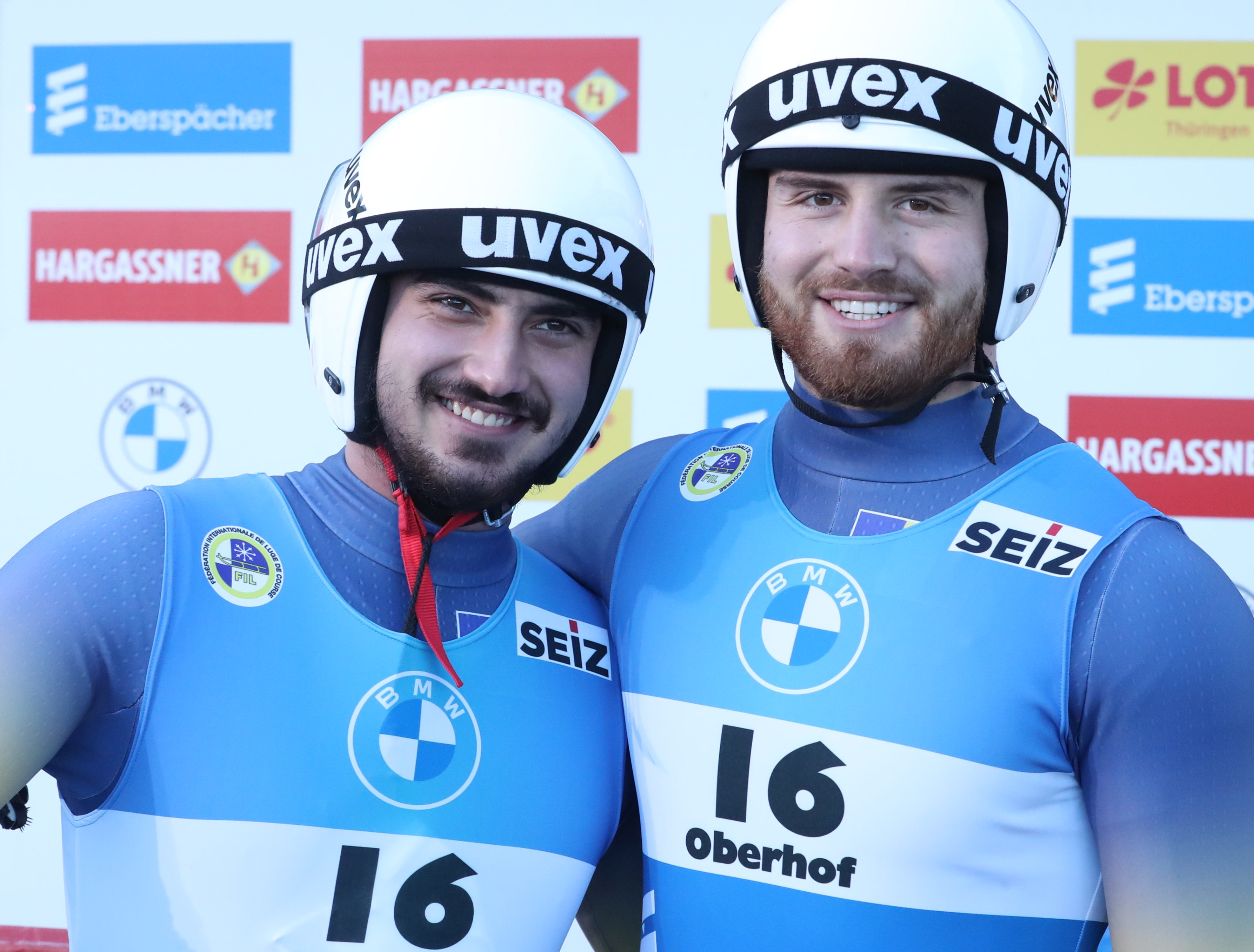
Cu Darius Șerban la Cupa Mondială din 2022